# طارق فريتخ
طارق فريتخ Tarik Freitekh ، ولد في القدس في 5 أكتوبر  1987، هو مخرج ومنتج ورجل أعمال دولي. حاز على العديد من الجوائز لتعاونه ومزجه بين الثقافات ونضاله من أجل السلام في أعماله. قدم العديد من الأفلام ويشتهر بعمله مع ابرز الفنانين العالمين مثل برادلي كوبر ، جستن بيبر ، جنيفر لوبز، شاكيرا ، ايكون ونيوه ، تامر حسني وبيتبول وأكون، وكذلك تامر حسني وسنوب دوغ، وتامر حسني وشاجي، وتامر حسني وأكون. وقعت المغنية اللبنانية هيفاء وهبي عقدًا مع شركته في عام 2014، وقد قدم لها برنامجًا تلفزيونيًا يضم جاستن بيبر، تيريز، أكون وكيلي رونالد، بالإضافة إلى أغانيها الدولية مثل "هيفاء وهبي ونيو". هو سفير للسلام وساعد أكون في مبادرة "Akon Lighting Africa". يشغل منصب سفير لليونيسيف و"Seeds of Peace". يقيم في هوليوود هيلز  بولاية كاليفورنيا حيث يمتلك العديد من الأعمال الناجحة واستوديوهات للأفلام والموسيقى.
طارق فريتخ هو رجل اعمال تقدر ثروته ب ٣٠٠ مليون دولار موقع فوربز حازا على جوائز كثيره في الاخراج والانتاج في مدينه لوس انجليس بولاية كاليفورنيا.